# Robert Smedley
Robert Smedley (Middlesbrough, 28 novembre 1973) è un ingegnere britannico.
Laureato in matematica e ingegneria meccanica, nel 1997 ha iniziato a lavorare in Peugeot occupandosi della progettazione delle sospensioni delle vetture Gran Turismo. Nel 1999 ha continuato nel settore G.T. con la Williams; nel 2000 è passato alla F3000, iniziando a lavorare come ingegnere di pista nel test team.
Nel 2001 approda in Formula 1 alla Jordan occupandosi di telemetria. Nei due anni successivi, sempre alla Jordan, ritorna a lavorare come ingegnere di pista. Nel 2004 il passaggio alla Ferrari: dapprima nel test team e poi, dal 2006, come ingegnere di pista di Felipe Massa in sostituzione di Gabriele Delli Colli.
Smedley è stato confermato come ingegnere di pista di Massa anche per la stagione 2009, 2010, 2011 e 2012.
Fino al 2018 è stato capo degli ingegneri alla Williams.
Nel 2020 Smedley ha avviato una serie di corse a basso costo (Total Karting, precedentemente denominata Electroheads Motorsport) utilizzando kart elettrici, con l'obiettivo di rendere il motorsport più accessibile ai principianti.

## Carriera
- 1997-1998: designer > Peugeot (GT)
- 1999: ingegnere nel test team > Williams (GT)
- 2000: ingegnere di pista in F3000
- 2001: ingegnere acquisizione dati > Jordan (F1)
- 2002-2003: ingegnere di pista > Jordan (F1)
- 2004-2005: ingegnere nel test team > Ferrari (F1)
- 2006-2013 : ingegnere di pista > Ferrari (F1)
- 2014-2018: ingegnere supervisore delle performance della monoposto > Williams (F1)
- 2019-2020: consulente tecnico esperto > Formula One Group (F1)
- 2020-in corso: direttore dei sistemi di dati > Formula One Group (F1)
- 2020-in corso: fondatore e presidente > Total Karting